# Récske
Récske (1886-ig Riecska, szlovákul: Riečka) község Szlovákiában, a Besztercebányai kerületben, a Besztercebányai járásban.

## Fekvése
Besztercebányától 5 km-re északnyugatra, a Riecsanka-patak partján fekszik.

## Története
A falu a 15. században keletkezett az akkor Besztercebányához tartozó területen. Első írásos említése 1455-ben birtokosa, Jung István oklevelében „Raczka” alakban történik. Ebben más településekkel együtt Besztercebánya városának adja zálogbirtokul. 1466-ban Jung István birtokát Ernst Jánosnak és Thurzó János királyi kamarásnak adta el. 1473-ban Hunyadi Mátyás „Recha” falut Corvin János anyjának, Borbálának adta. Récske következő említése 1522-ben történt „Reczka” néven. Ezután a Fugger-Thurzó családok zálogbirtoka, majd 1546-tól a besztercebányai bányakamaráé. Területén rezet, vasat, szenet, ezüstöt, ólmot bányásztak, de jelentős volt a fakitermelés is.
A 18. század végén Vályi András így ír róla: „RIESKA. Tót falu Zólyom Várm. földes Ura a’ Bányászi Kamara, lakosai katolikusok, fekszik Besztertzebányához mintegy mértföldnyire; határja olly minéműségű, mint Ulmankáé.”
1828-ban 109 háztartása volt, 84 házában 623 lakos élt. Lakói bányászattal, kohászattal, favágással, mezőgazdasággal és állattartással foglalkoztak. Az 1829-es egyházi vizitáció szerint temploma nem volt, az ugyanis 1811-ben összedőlt. A falu közepén egy harangláb állt.
Fényes Elek 1851-ben kiadott geográfiai szótárában így ír a faluról: „Riecska, tót falu, Zólyom vgyében, magas hegyek lábánál keskeny völgyben s partoldalban szétszórva, 604 kath., 51 evang. lak., kik közt 27 telkes, 45 zsellér. Ut. p. Beszterczebánya. Urbéri telek 9, allodium nincsen. Kavicsos földe buzának nem való; de gyümölcse jó terem. Van kath. paroch. temploma, s egy patakja. F. u. a kamara.”
Az új templom csak 1858-ban épült fel Szűz Mária tiszteletére. A trianoni diktátumig területe Zólyom vármegye Besztercebányai járásához tartozott.

## Népessége
| Év:            | 1994. | 2004.    | 2014.    | 2024.    |
| -------------- | ----- | -------- | -------- | -------- |
| Emberek száma: | 522   | 604      | 764      | 868      |
| Eltérés:       |       | +15,70 % | +26,49 % | +13,61 % |

| Év:            | 2023. | 2024.   |
| -------------- | ----- | ------- |
| Emberek száma: | 873   | 868     |
| Eltérés:       |       | -0,57 % |

1910-ben 558, túlnyomórészt szlovák lakosa volt.
2001-ben 567 lakosából 561 szlovák volt.
2011-ben 710 lakosából 666 szlovák.